# Hoogschout
Een hoogschout was onder het ancien régime een hoge ambtenaar die in belangrijke zaken de landsheer vertegenwoordigde en namens hem beslissingen kon nemen. Samen met de schepenen sprak hij recht in het hooggerecht. In sommige gewesten werd de term (groot-)baljuw gebruikt voor vergelijkbare ambten.
De functie bestond onder andere in de meierij van 's-Hertogenbosch, waar de hoogschout rechtszaken moest afhandelen waartoe de kwartierschouten niet bevoegd waren. Aanvankelijk werd deze functionaris aangeduid als meier. Pas na de overname van het bestuur van de meierij door de Staten-Generaal werd hij hoogschout genoemd.
In het tweeherige Maastricht bevonden zich drie hoogschouten: een voor de Luiks-Maastrichtse burgers, een voor de Brabants-Maastrichtse bevolking en een puur Brabantse voor het Vroenhofse; die laatste twee functies werden lange tijd met regelmaat gecombineerd in één persoon. Tot 1580 hadden de hoogschouten geen toegang tot de stedelijke raadsvergaderingen. Daarna werden de vrijheden van het stadsbestuur ingeperkt ten gunste van de door de landsheer aangestelde hoogschouten en schepenen. In de 18e eeuw lieten de door de Staten-Generaal benoemde Brabantse hoogschouten zich, met behoud van inkomen, vaak vervangen door vice-hoogschouten, die in de regel gerekruteerd werden uit de Maastrichtse regentengeslachten.
De hoogschout was in de regel een hooggeplaatst adellijk persoon, meestal ook in het bezit van één of meer heerlijkheden. Met de afschaffing van het ancien régime in 1794 kwam een einde aan deze functie en daarmee aan een eeuwenlange opeenvolging van meiers, drossaards en hoogschouten.